# Phil Selway
Philip James Selway, más conocido como Phil Selway (Berkshire, Inglaterra, 23 de mayo de 1967), es un baterista británico, miembro del grupo Radiohead.

## Radiohead
Asistió a Abingdon School, y luego estudió Inglés e Historia en el Liverpool Polytechnic. Antes de unirse a la banda, trabajó con varios músicos, y también como profesor de Inglés.
El manejo intenso, su musicalidad y talento son partes integrales y fuertes en el sonido de la banda, y en la imagen global de ella. Los demás miembros lo han nombrado el "enganche" emocional de la banda, por su tranquilidad, pero la banda bromea con sus ingenieros advirtiendo tener cuidado con su humor. Para estos casos lo apodan "Perro Loco".

## Trabajo fuera de Radiohead

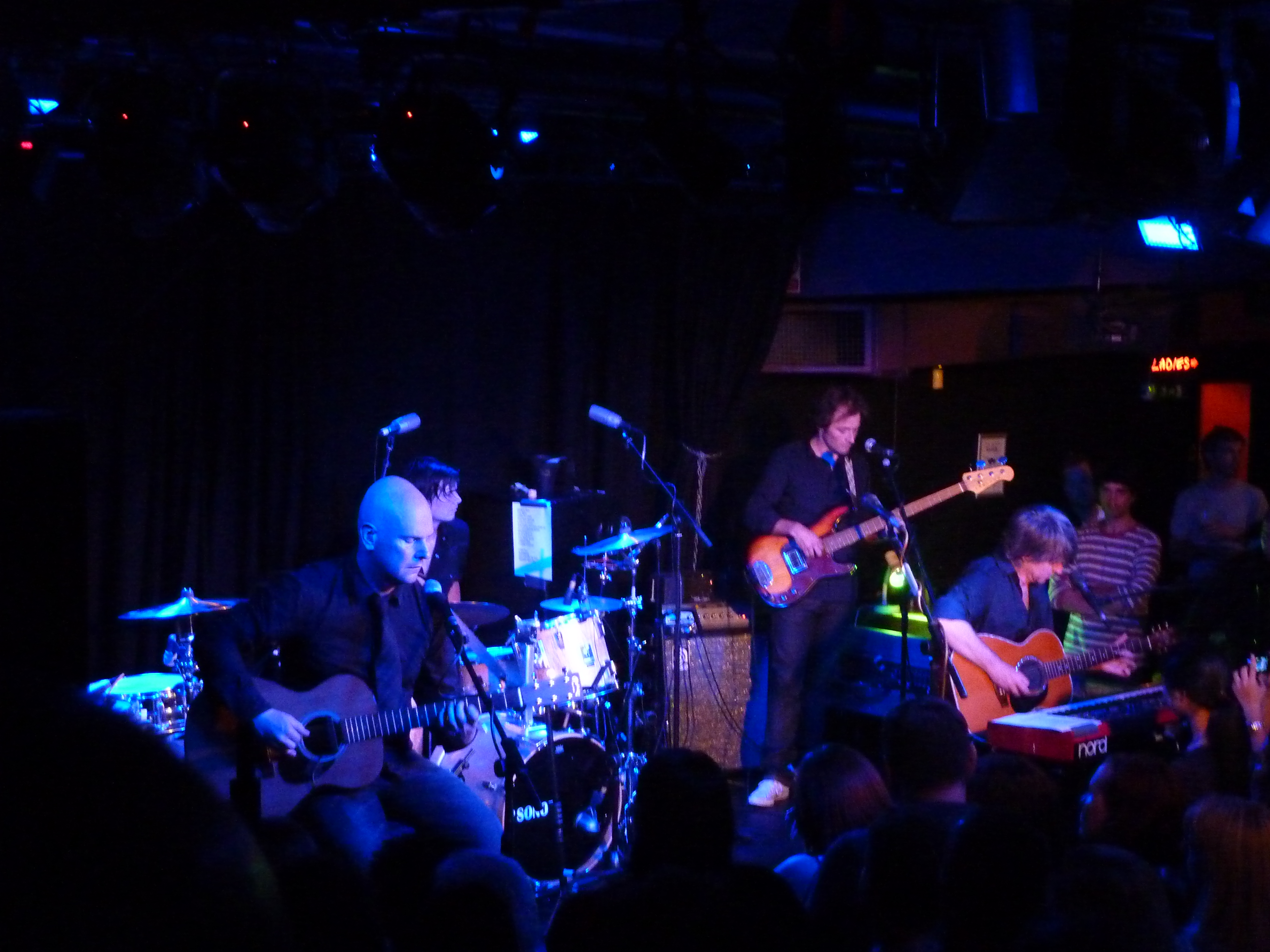
Selway (izquierda) tocando la guitarra en una actuación con 7 Worlds Collide (2009).

Phil, junto con su compañero de banda Ed O'Brien, programó lecciones con el productor Phelan Kane en el Instituto de Interpretación Musical Contemporánea de Londres en 2001.
A lo largo de los años, y a diferencia de sus compañeros de banda, Phil mantuvo un perfil bajo —no tiene muchas colaboraciones—. Sin embargo, en los últimos años, tomó un rol más activo en cuanto a sus colaboraciones; realizó un par de presentaciones con la banda Dive Dive en marzo de 2005 y también aparece en la película Harry Potter y el cáliz de fuego junto a Jonny Greenwood y Jarvis Cocker del grupo Pulp, como parte de Weird Sisters, la banda que actúa en la fiesta de la película.
Al igual que su compañero en Radiohead Ed O'Brien, Phil ha grabado y salido de gira con el supergrupo 7 Worlds Collide, un proyecto liderado por Neil Finn de Crowded House, participando en los álbumes 7 Worlds Collide (2001) y The Sun Came Out (2009). En este último álbum escribió e interpretó las canciones "The Ties That Bind Us" y "The Witching Hour".
El 30 de agosto de 2010 publicó Familial, su primer álbum solista, en el que canta y toca diversos instrumentos, además de contar con la colaboración de diversos artistas. El 5 de julio de 2011 publicó el EP titulado Running Blind. El 7 de octubre de 2014, Selway lanza su segundo álbum solista, titulado Weatherhouse.